# Krzyżowice (województwo dolnośląskie)
Krzyżowice (do 1945 Schlanz) – wieś w Polsce, położona w województwie dolnośląskim, w powiecie wrocławskim, w gminie Kobierzyce.

## Podział administracyjny
| SIMC    | Nazwa     | Rodzaj     |
| ------- | --------- | ---------- |
| 0875454 | Wierzbica | przysiółek |

W latach 1975–1998 miejscowość administracyjnie należała do województwa wrocławskiego.

## Zabytki
Do wojewódzkiego rejestru zabytków wpisany jest:
- zespół pałacowy, ul. Główna, z XVIII-XIX w.:
  - pałac
  - oficyna I
  - oficyna II, nr 2 c
  - pawilon ogrodowy
  - spichrz
  - park